# Harriet Acland
Lady Harriet Acland (apellido de soltera: Fox-Strangways, 3 de enero de 1750 - 21 de julio de 1815) fue una noble británica que llevaba un diario personal. Acompañó a su esposo a Norteamérica y recibió elogios por su valentía personal. Se la conmemora con una placa de bronce en el segundo piso del Monumento de Saratoga, en el estado de Nueva York.

## Primeros años y matrimonio
Comenzó su vida como Christian Henrietta Caroline «Harriet» Fox-Strangways, hija de Stephen Fox-Strangways (en ese entonces barón de Ilchester) y su esposa, Elizabeth Horner. Cuando su padre ascendió a conde, Harriet se convirtió en «Lady Harriet Fox-Strangways».
En 1770, a los veinte años, se casó con John Dyke Acland, hijo de sir Thomas Dyke Acland y su esposa, Elizabeth Dyke, y tuvieron dos hijos. La primera fue Kitty Herbert (13 de diciembre de 1772 – 5 de marzo de 1813), condesa de Carnavon; el segundo, John Dyke Acland (1778–1785), que heredó el título de barón de su abuelo paterno, pero falleció a los siete años.

## Independencia de Estados Unidos
Acland viajó con su marido a la provincia de Quebec y las Trece Colonias, donde él comandaba el regimiento n.º 20 de infantería. Durante la batalla de Saratoga (en la guerra de Independencia de los Estados Unidos), Harriet Acland, que estaba embarazada de su hijo menor, se enteró de que su marido había sido herido y fue a buscarlo, para eso atravesó las líneas rebeldes. John Acland, que había recibido disparos en las dos piernas, mejoró con sus cuidados de enfermería. Al año siguiente regresaron a Inglaterra y él, que había sido ascendido a coronel, falleció de un infarto el 31 de octubre de 1778 en Pixton Park (Dulverton).
Durante su viudez, de 1778 a 1815, Harriet Acland permaneció en Pixton Park, donde construyó la calle que se conoce como «Lady Harriet Acland's Drive». Lo hizo con la finalidad de conectar su hogar con el de su hija Elizabeth, condesa de Carnavon, cerca de Wiveliscombe. Falleció a los 65 en  Tetton, cerca de Taunton.